# Маттіас Шегрен
Маттіас Шегрен (швед. Mattias Sjögren; 27 листопада 1987, м. Ландскруна, Швеція) — шведський хокеїст, центральний нападник. Виступає за Ак Барс (Казань) у Континентальній хокейній лізі.  
Вихованець хокейної школи ІФ «Лейонет». Виступав за «Регле» (Енгельгольм), «Фер'єстад» (Карлстад), «Герші Берс» (АХЛ), ХК «Лінчепінг».
В чемпіонатах Швеції — 273 матчі (42+87), у плей-оф — 67 матчів (15+31).
У складі національної збірної Швеції учасник чемпіонатів світу 2011, 2014 і 2015 (27 матчів, 2+7); учасник EHT 2011, 2012, 2014 і 2015 (35 матчів, 2+6). 
Досягнення
- Срібний призер чемпіонату світу (2011), бронзовий призер (2014)
- Чемпіон Швеції (2011)

Нагороди
- Трофей Петера Форсберга (2015)